# Stylidium obtusatum
Stylidium obtusatum este o specie de plante dicotiledonate din genul Stylidium, familia Stylidiaceae, ordinul Asterales, descrisă de Sonder. Conține o singură subspecie: S. o. rubricalyx.